# Kunoyarnakkur
Kunoyarnakkur (819 moh.) er et fjeld beliggende på nordspisden af Kunoy på Færøerne.
Fjeldet er det tredje højeste på Kunoy (efter Kúvingafjall og Teigafjall), og Færøernes sjette højeste. Kunoyarnakkur rejser sig næsten lodret fra Atlanterhavet, og regnes for et af de højeste forbjerge i verden.